# 太东乡
太东乡，是中华人民共和国黑龙江省齐齐哈尔市依安县下辖的一个乡镇级行政单位。

## 行政区划
太东乡下辖以下地区：
长兴村、联合村、永进村、民玉村、巨宝村、和祥村、新民村和前进村。